# ヤロポルク1世

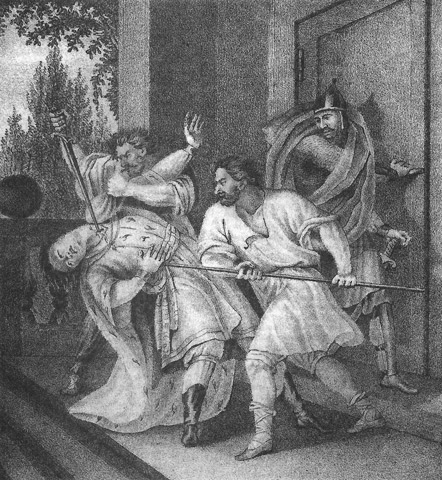
ヤロポルク公の暗殺

ヤロポルク1世（Ярополк I, 945年頃 - 980年）は、キエフ大公（在位：972年 - 980年）。
キエフ大公スヴャトスラフ1世の長男。母はプレドスラヴァ。
968年にペチェネグ人がルーシに来襲した際に、祖母オリガ、弟のオレーク、ウラジーミルと共にキエフに立て籠もる。
972年に、父が殺害された後、キエフ大公になる。
弟のオレークを殺害する。これをきっかけに弟ウラジーミルと対立する。
980年、弟のウラジーミルとの戦いに敗れ、殺害される。

## 登場作品
映画
- VIKING バイキング 誇り高き戦士たち（2016年、ロシア、演：アレクサンドル・ウストュゴフ）